# Rivière à Simon
Rivière à Simon är ett vattendrag i Kanada.   Det ligger i provinsen Québec, i den sydöstra delen av landet, 130 km öster om huvudstaden Ottawa.
I omgivningarna runt Rivière à Simon växer i huvudsak blandskog. Runt Rivière à Simon är det ganska tätbefolkat, med 248 invånare per kvadratkilometer.